# Gontran le Riche
Pour les articles homonymes, voir Reiche et Riche (homonymie).
Gontran le Riche (en allemand : Guntram der Reiche), mort le 26 mars 973 (?), est un des premiers ancêtres attestés de la maison de Habsbourg. Il fut comte d'Altenbourg, de Sundgau, d'Aargau et de Vindonissa en Souabe, ainsi que comte d'Alsace de 917 à 954.

## Biographie
La paternité de Gontran n'est pas prouvée et fait l'objet de discussions entre généalogistes, dont certains cherchent à rattacher l'origine de la maison de Habsbourg à la dynastie des Étichonides. Selon le recueil des Europäische Stammtafeln, il serait un fils de Hugues Ier de Nordgau, mort en 940, comte d'Eguisheim, de Nordgau, d'Ortenau, d'Aargau (l'actuelle Argovie) et de Hohenberg, et de son épouse Hildegarde comtesse de Ferrette. Si c'est le cas, il descendrait alors d’Etichon-Adalric, duc d'Alsace aux VIIe siècle et VIIIe siècle, ce qui ferait affilier sa famille à sainte Odile et sert aux prétentions des Habsbourg.
Dans ce contexte, il serait le frère de Eberhard IV, comte de Nordgau, et de Hugues II, comte d'Eguisheim.
C'est un grand propriétaire dans le Bas-Rhin, et il se fait saisir une grande partie de ses terres en Alsace, Brisgau et Thurgovie par le roi Otton Ier lors d’une diète à Augsbourg en août 952, sous prétexte de haute trahison ; ceci constitue la première mention des Habsbourg dans l’histoire.

## Filiation
Il épouse en 945, en premières noces Brigantine, comtesse de Montfort, dont :
- Lanzelin dit aussi Kanzelin ou Lantolde, comte d'Altenbourg.

Puis il se marie en secondes noces à Ithe, comtesse de Calw.